# Réez-Fosse-Martin

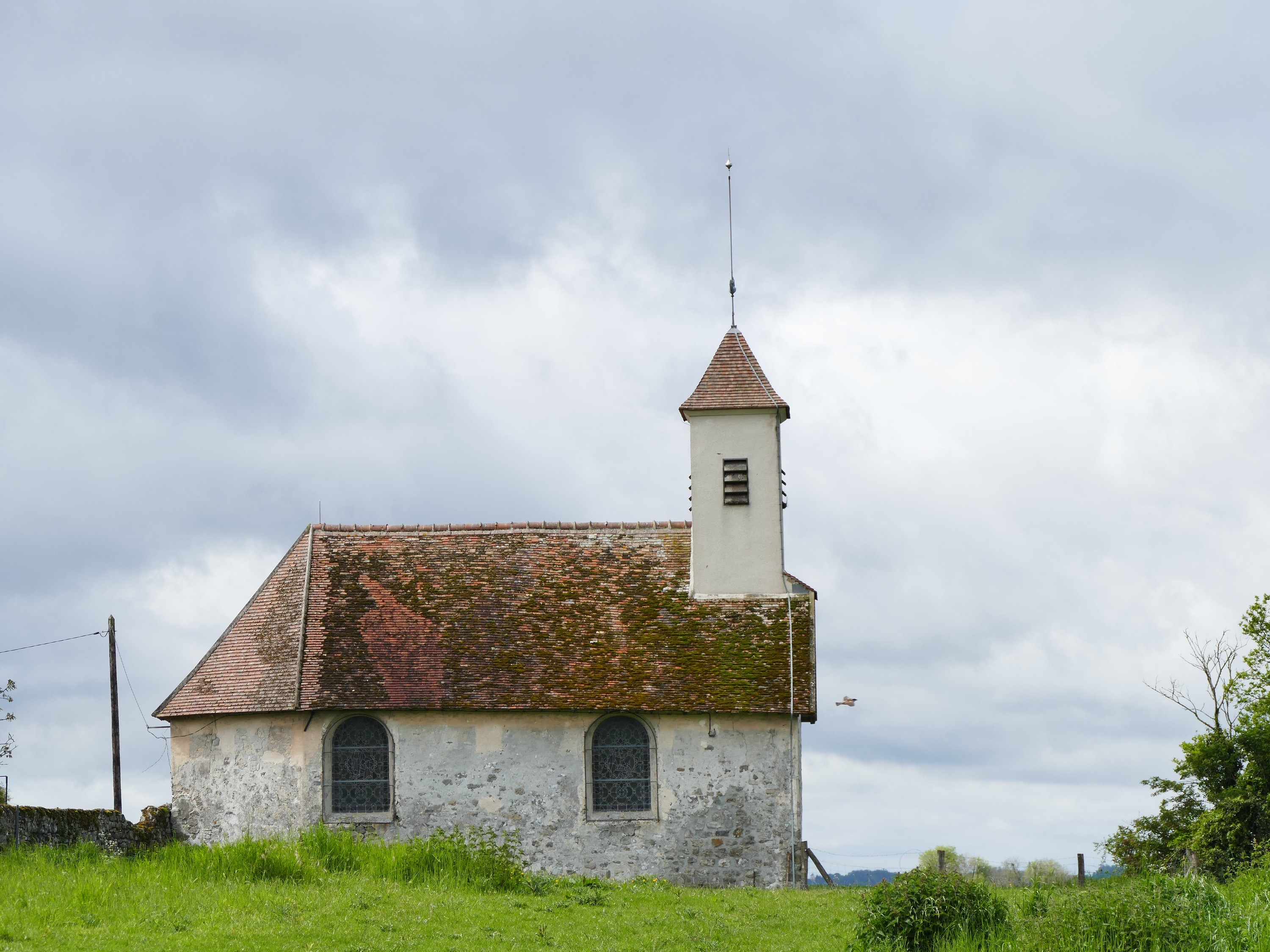
Kapelle Saint-Martin

Réez-Fosse-Martin ist eine Gemeinde im französischen Département Oise in der Region Hauts-de-France. Sie gehört zum Arrondissement Senlis und zum Kanton Nanteuil-le-Haudouin (bis 2015: Kanton Betz). 

## Lage
Im nordöstlichen Gemeindegebiet verläuft der Bach Gergogne.
Die Gemeinde grenzt im Westen an Brégy, im Norden an Bouillancy, im Nordosten an Acy-en-Multien, im Südosten an Vincy-Manœuvre und im Süden an Puisieux.

## Bevölkerungsentwicklung
| Jahr      | 1962 | 1968 | 1975 | 1982 | 1990 | 1999 | 2005 | 2014 |
| --------- | ---- | ---- | ---- | ---- | ---- | ---- | ---- | ---- |
| Einwohner | 169  | 159  | 148  | 118  | 123  | 130  | 164  | 157  |